# Timo Vormala
Pour les articles homonymes, voir Vormala.
Timo Vormala, né le 2 septembre 1942 à Merikarvia et mort le 4 décembre 2024 à Helsinki, est un architecte finlandais.

## Biographie
Il étudie l'architecture à l'Université technologique d'Helsinki et en sort diplômé en 1971.
En 1973, Timo Vormala fonde, avec Kristian Gullichsen et Erkki Kairamo, le cabinet d'architecte Gullichsen Vormala Arkkitehdit, qui emploie 20 architectes.
Le cabinet remporte 26 premiers prix et 9 autres récompenses.
À partir de 1978, il est professeur à l'Université technologique d'Helsinki.

## Quelques ouvrages
- Hôtel, Kokkola (1986-1990)
- Logements Merisilta à Kivenlahti, Espoo (1987)
- Habitations de Kylasuutarinpuisto, Suutarila, Helsinki (1983-1985)
- Dynamicum, Institut météorologique finlandais[3] 2005[4]
- Eiranranta, Hernesaari[5]
- Siège de Neste Oil, Keilaniemi, Espoo[6]
- Biomedicum Helsinki, Haartmaninkatu, Meilahti
- Kielotorni, Tikkurila, Vantaa
- Centre culturel Poleeni[7], Pieksämäki, 1989

## Prix et récompenses
- Médaille Pro Finlandia, 2013
- Prix national d'architecture, 1973

## Galerie

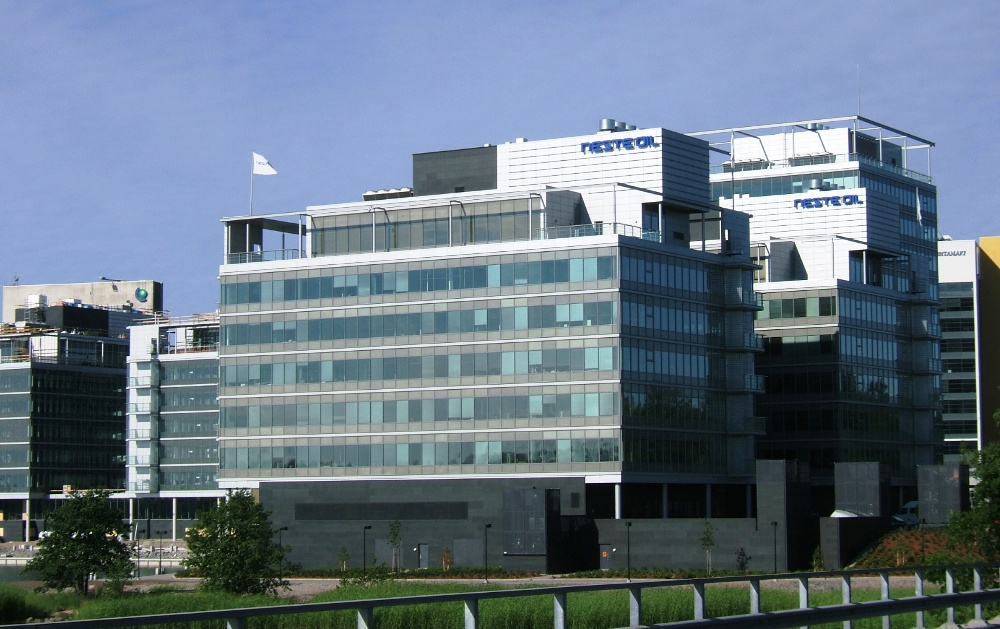
Siège de Neste Oil, Espoo.
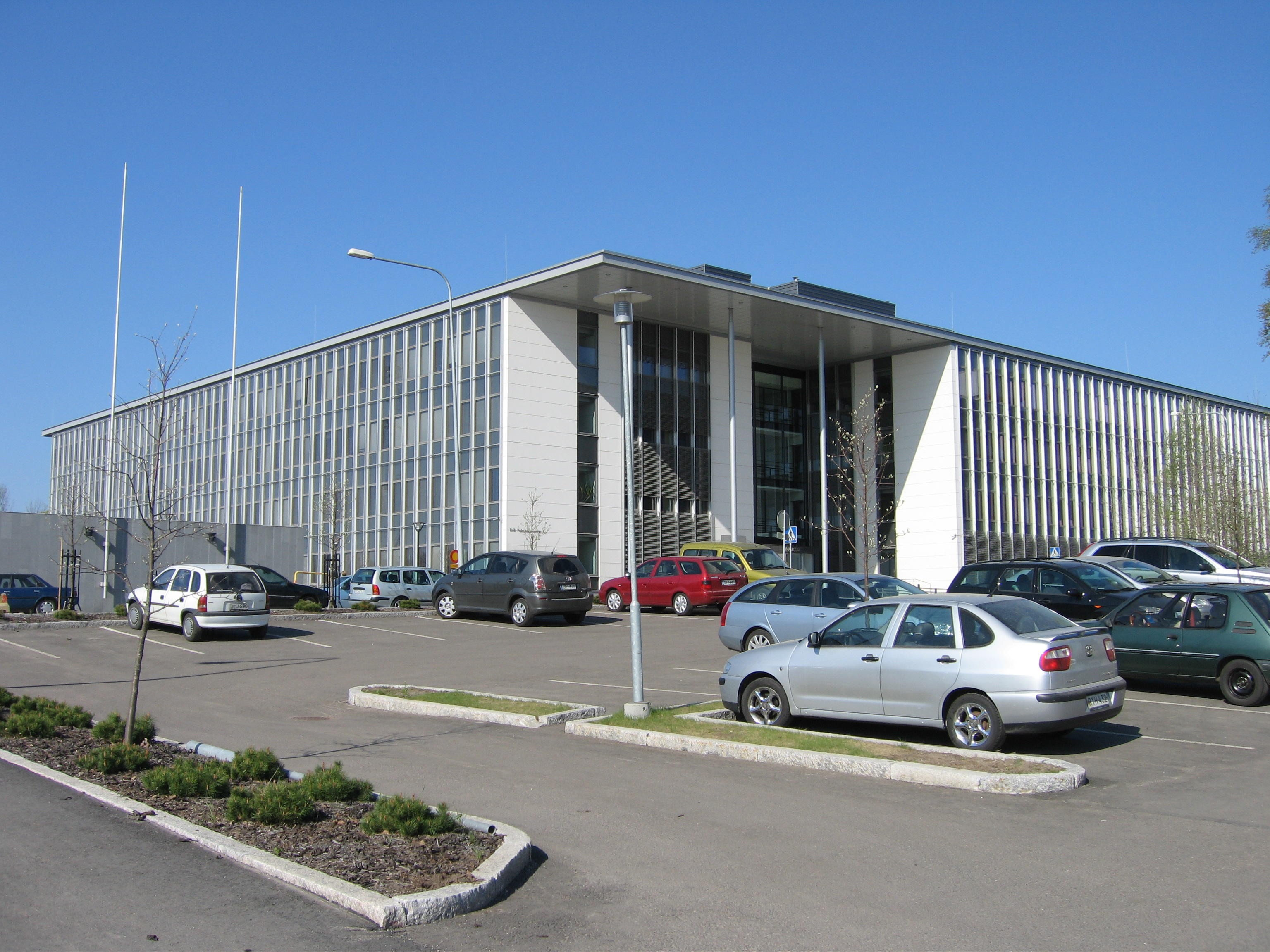
Dynamicum, Helsinki.
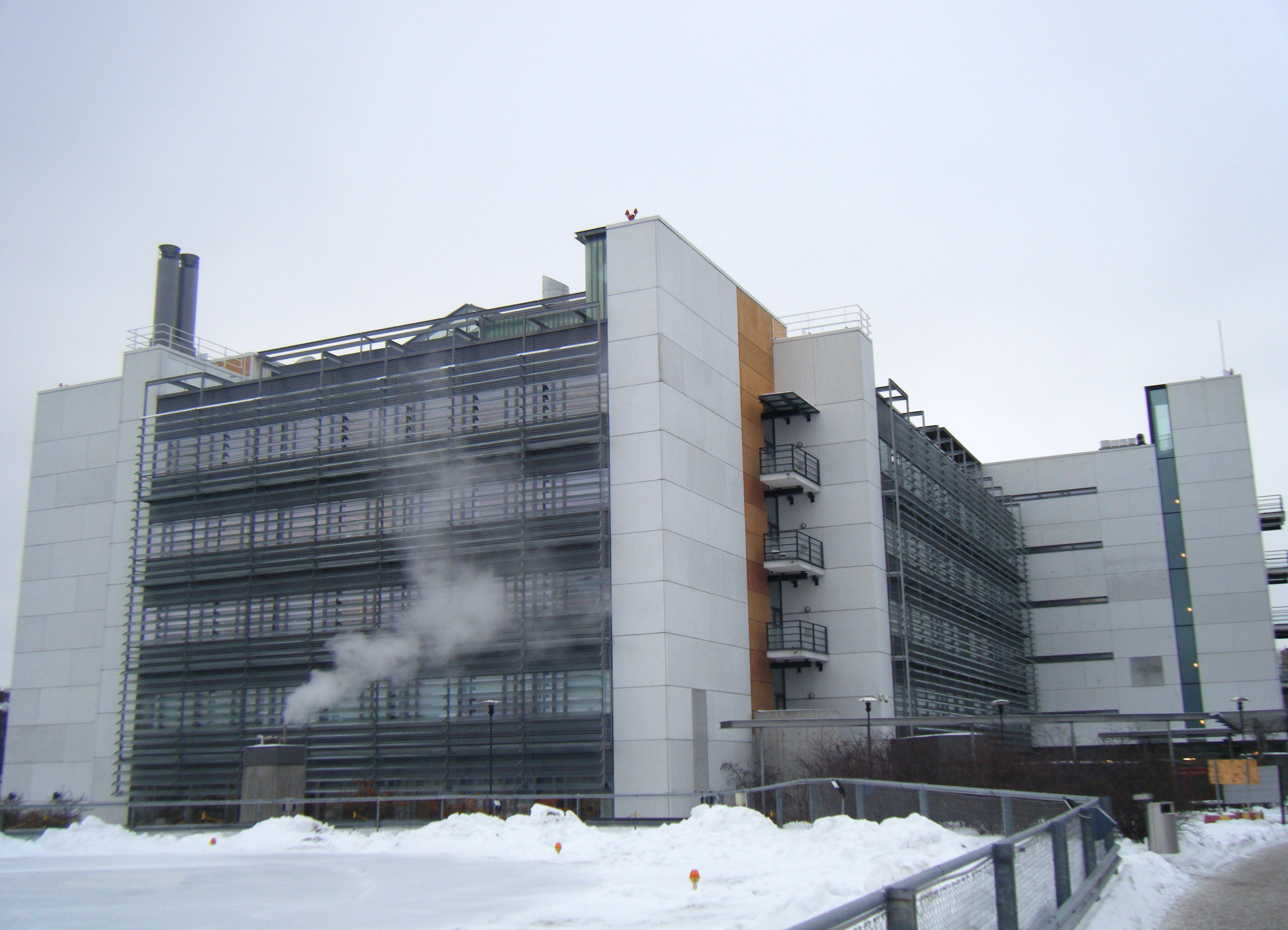
Biomedicum, Helsinki.
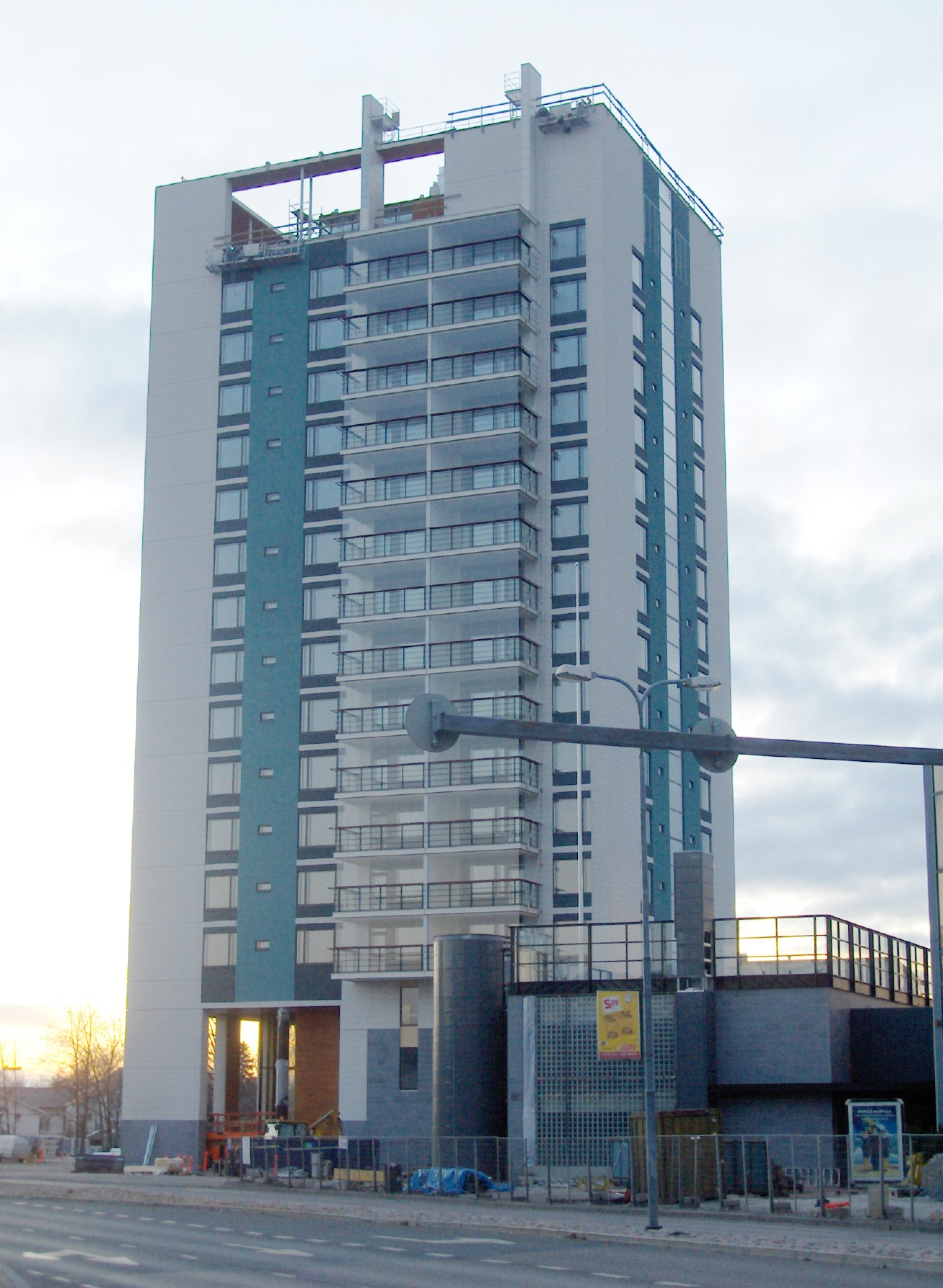
Kielotorni, Vantaa.
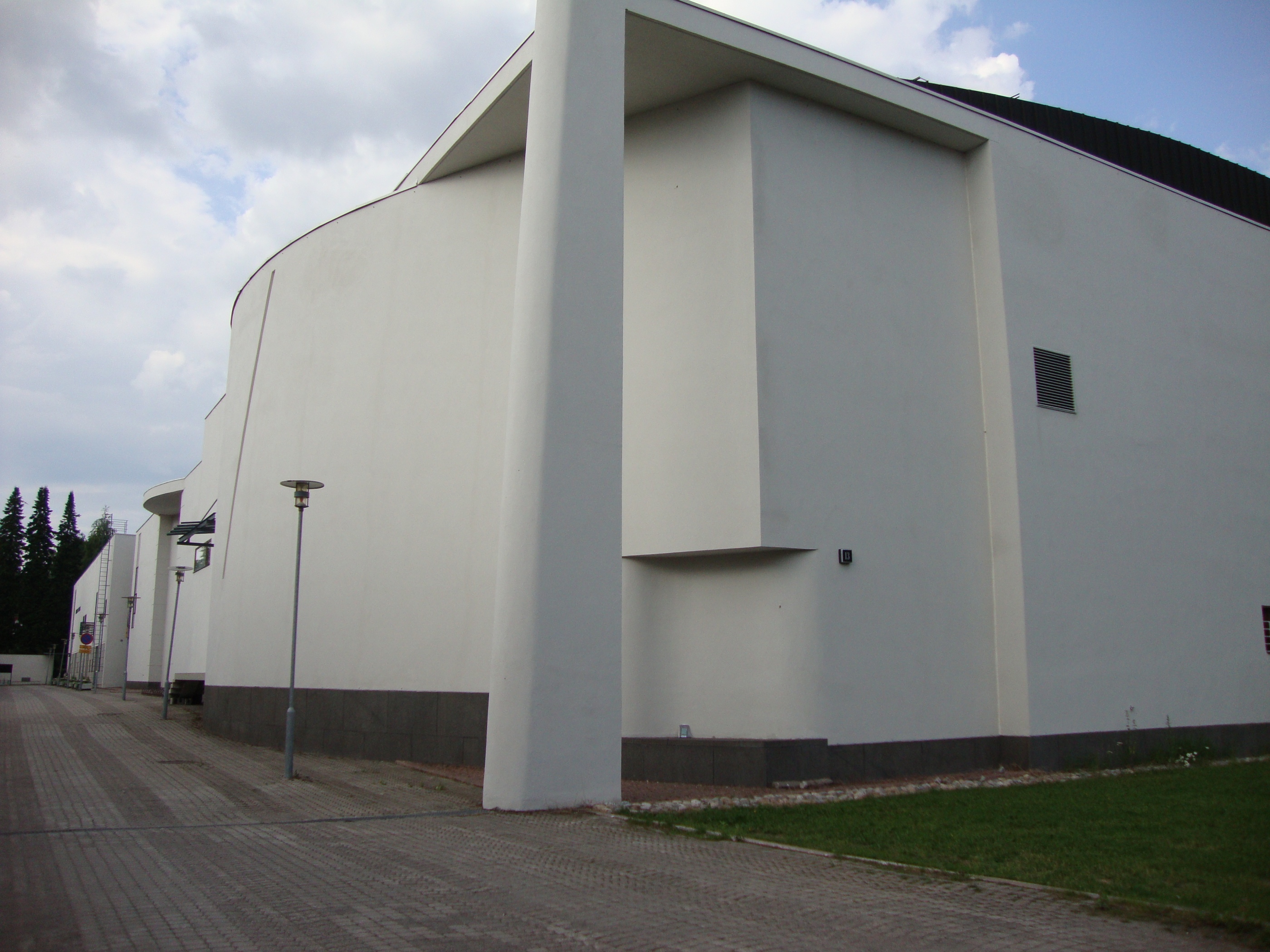
Poleeni.